# 천사여 고향을 보라
《천사여 고향을 보라》(Look Homeward, Angel!)는 토머스 울프의 1929년 장편소설이다. 작자의 조부 때부터 현대에 이르는 자전적 대하소설(大河小說). 제명(題名)은 밀턴의 <리시다스>에서 취하고 있다. 주인공 유진 간트가 하버드 대학에 진학하기까지의, 사춘기의 고뇌와 고독을 섬세한 감수성을 가지고 그려, ‘요마(妖魔)와 신들과 작은 천사들의 합창’이라고 하는 미국생활사(生活史)이다. 아름다운 서정적 세계가 전개되어 포크너로부터 격찬(激讚)을 받았다.